# Gumpeneck
Das Gumpeneck ist ein 2226 m ü. A. hoher Berg der Wölzer Tauern in der Steiermark.

## Lage und Charakter des Berges
Das Gumpeneck ist der höchste und markanteste Berg im nordwestlichen Teil der Wölzer Tauern. Der stattliche, pyramidenförmige Gipfel überragt seine Umgebung deutlich und ist auch von vielen Stellen im Ennstal zwischen Gröbming und Stainach gut zu sehen. Dank seiner Lage nahe dem nördlichen Rand der Niederen Tauern bietet er ein umfassendes Panorama, mit besonders beeindruckendem Blick zum Alpenhauptkamm im Süden sowie zum Dachsteinmassiv und dem Grimming in den Nördlichen Kalkalpen jenseits des Ennstales.
Das Gumpeneck gehört zur Politischen Expositur Gröbming im Bezirk Liezen. Über seinen Gipfel verläuft die Grenze der Gemeinde Öblarn mit der 2015 durch Zusammenlegung neu geschaffenen Gemeinde Sölk.
Aufgrund der Schönheit der Landschaft und des Gipfelpanoramas sind das Gumpeneck und seine nahe Umgebung bereits seit langem gern besuchte Ziele. In der ersten Hälfte des 19. Jahrhunderts hielt sich Erzherzog Johann wiederholt auf der Gumpenalm sowie in der Gipfelregion auf.

## Anstiege
Das Gumpeneck ist auf mehreren markierten Routen zu erreichen.
- Der Standardanstieg von Westnordwesten beginnt etwas oberhalb von Großsölk. Am Gehöft Koller vorbei auf einem Karrenweg zur oft auch im Winter bewirtschafteten Schönwetterhütte, dann steiler hinauf zu den Böden der Gumpenalm. Nach Südwesten auf den Gratrücken vom Salzleck zum Blockfeldspitz und schließlich von Westen steil zum Gipfel. Gehzeit: etwa 3 Stunden.
Eine alternative Route führt statt über das Salzleck und den Blockfeldspitz bei gleichem Zeitaufwand direkter durch das Gumpenkar.
Abstiegsvariante: Vom Gumpeneck steil nach Norden abwärts und auf den Gipfel des Zinkens, 2042 m ü. A. (Grobblockiges Gelände, Trittsicherheit erforderlich). Dann auf dem langen Kamm über den Schrettenkarspitz nach Nordwesten zum Schönwetterberg; von dort in scharfer Linkswendung zur Gumpenalm zurück. Großartige Aussicht zum Grimming; zusätzlicher Zeitaufwand gegenüber dem Normalweg: etwa 1 Stunde.
- Ein langer Anstieg von Norden beginnt am Schattenberg oberhalb von Öblarn und führt über die Schupfenalm zum Schönwetterberg, schließlich über den Schrettenkarspitz und den Zinken zum Gipfel. Gehzeit: etwa 4 Stunden.
- Der Südanstieg beginnt in Fleiß im Sölktal und führt über die Leitneralm unschwierig, aber steil in direkter Route zum Gipfel. Gehzeit: 3 bis 3½ Stunden.

Im Winter und Frühjahr ist das Gumpeneck ein sehr beliebtes Ziel von Schitouren. Der gängigste Anstieg folgt weitgehend dem Sommerweg von Großsölk; die Abfahrt erfolgt meist direkt durch das Gumpenkar.

Auch Schneeschuhtouren auf das Gumpeneck sind möglich, erfordern wegen der Länge und des großen Höhenunterschieds allerdings gute Kondition und Ausdauer.